# Borovský most
Borovský most (někdy nazývaný český Avignon nebo Hitlerův most) je zatopený nepoužívaný dálniční most přes Sedlický potok nedaleko obce Borovsko v okrese Benešov. Most byl budován jako součást první dálnice v Československu. K původnímu účelu most nikdy nesloužil, jelikož je od roku 1976 téměř celý zatopený vodní nádrží Želivka (Švihov). Jelikož vodní nádrž Švihov je zdrojem pitné vody, patří most společně s celou vodní nádrží a jejím okolím do prvního ochranného pásma vodního zdroje a přístup do tohoto prostoru je zakázán. Nedaleko se pak nalézá dostavěný, ale rovněž neužívaný dálniční most u Hulic.
Myšlenky postavit silnici napříč Československem se objevily ve 30. letech 20. století. Jedním z prvních projektů byla tzv. Národní silnice Plzeň–Košice. Brněnský region předložil druhý návrh silniční magistrály „Cheb–Chust“, která se skládala v úseku Cheb–Košice ze severního a jižního tahu. Od Košic dále směrem na Podkarpatskou Rus měl pokračovat jediný tah. V roce 1937 vydal Jan Antonín Baťa knihu Budujme stát pro 40 000 000 lidí, kde také mj. navrhl výstavbu dálkové komunikace Cheb–Velký Bočkov, jejíž trasa se vedla územím ČSR nejpřímější cestou a vyhýbala se Praze i Bratislavě.
Po Mnichovské dohodě na podzim 1938 byly ztrátou území okleštěny i důležité dopravní tepny, výstavba nových páteřních komunikací tak vzrostla na významu. Do konce roku 1938 byl vypracován podrobný projekt dálnice Praha–Brno–Slovensko.

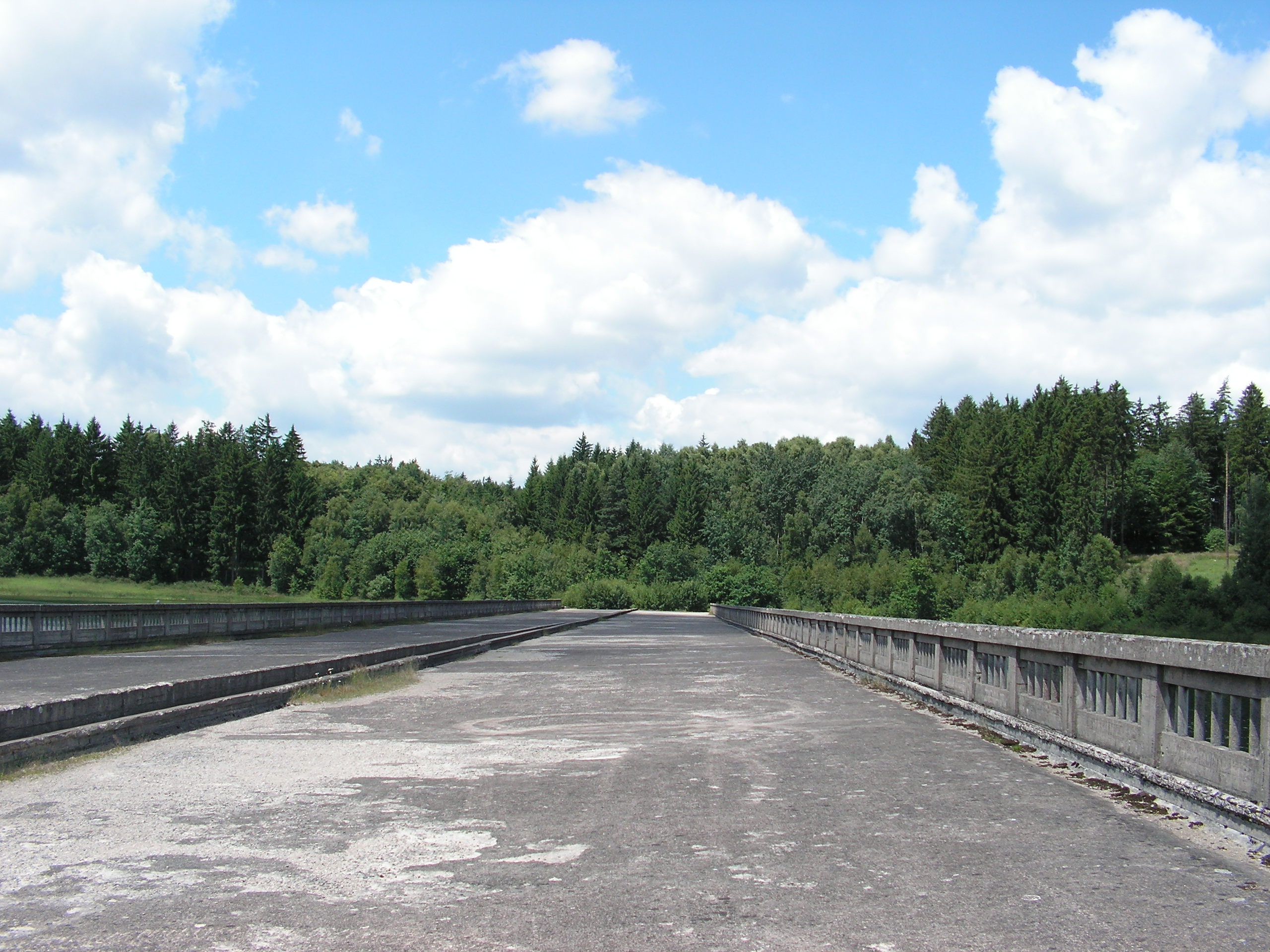
Svršek mostu při pohledu západním směrem.

Začátkem roku 1939 začaly přípravné práce na prvních dvou úsecích dálnice, a to Zástřizly–Lubná a Praha–Humpolec, kam patřilo i údolí Sedlického potoka. Práce pokračovaly i po vzniku Protektorátu Čechy a Morava 16. března 1939 a bylo vydáno nařízení, že dálnice Praha–Brno–Slovensko má být začleněna do německé sítě. 2. května 1939 byl u Průhonic slavnostně proveden první výkop. Prioritně se začalo se stavbou mostních staveb. K největším z nich patřil i 25 m vysoký obloukový most překonávající údolí Sedlického potoka. Most jehož stavba započala v červenci 1939 stavěla firma Ing. Jakub Domanský, stavbu vedl Ferdinand Čulík. Most byl navržen jako dvojice identických obloukových mostů, každý se samostatně naklopenou vozovkou, jelikož trasa dálnice se měla za východním koncem mostu stáčet jižním směrem. 250 m severozápadním směrem byl rozestavěn menší most přes Sedmpanský potok. Také měl být prokopán kopec oddělující oba mosty.
Později během druhé světové války v dubnu 1942 byly práce zastaveny pro nedostatek oceli a cementu, prioritně používaných pro válečné účely. Pouze stavby "nejvyšší důležitosti", tj. trojice největších mostů, mezi které byl zařazen i most přes Sedlický potok (společně s mostem přes údolí Želivky a Šmejkalky), mohly v omezením rozsahu pokračovat, než došlo o měsíc později k ukončení prací i na těchto stavbách. Došlo k zakonzervování stavby, která byla dokončena ze 33 % (vybetonován pravý mostní oblouk). Po válce došlo v osvobozeném Československu k obnovení prací na nedokončených dálnicích včetně mostu u Borovska. Stavbu i po válce budovala firma Ing. Jakuba Domanského, ale již jako Československé stavební závody – národní podnik závod SVIS. V roce 1949 byl vybetonován i oblouk levého mostu a do roku 1950 se téměř most podařilo stavebně dokončit. Na východním konci mostu zbývalo vytvořit zemní násep, po kterém by pokračovalo těleso dálnice. Dokončen byl i menší o 250 m západně ležící most přes Sedmpanský potok. Nedokončen zůstal zářez kopce mezi oběma mosty. V druhé polovině roku 1950 byly postupně práce na rozestavěné dálniční síti opětovně zastaveny, s výjimkou několika málo staveb včetně mostu u Borovska. Stavba mostu byla zkolaudována v prosinci 1952, ale vzhledem k opuštění koncepce dálnic v Československu byly rozestavěné úseky opuštěny.
| „                                   | Začali ho stavět v roce 1939 v červenci. Projekt dálnice je ryze český, který byl vypracovaný ve 30. letech minulého století. Jenomže doba tomu nepřála... Stavba se dokončila, není nedokončená. Sice vypadá, že není dokončená, ale opravdu je dokončená. Most je ze severní strany zakotvený v břehu a z druhé strany se měla navést zemina na dálniční těleso. Takže ten most už dál neměl pokračovat podle projektu." | “ |
| — Jiří Vilímovský (místní pamětník) | |   |

Poté, co počátkem šedesátých let začala intenzita silničního provozu narůstat tak, že převýšila úroveň z doby před válkou, rozhodla vláda o obnovení stavby dálnic. V roce 1963 byla vybrána silniční síť určená k přednostní modernizaci a zároveň byl stanoven tvar a rozsah dálniční sítě. V roce 1967 byla zahájena výstavba dálnice D1 Praha–Brno, jejíž trasa až na malé výjimky kopírovala plány a rozestavěné části ze čtyřicátých let. K těmto výjimkám patřily i mosty u Borovska a Hulic, z důvodu realizace Vodní nádrže Švihov na řece Želivka určené pro zásobování hlavního města Prahy a jejího okolí pitnou vodou. Napuštění nádrže by znamenalo zatopení téměř celého mostu přes Sedlický potok, na což nebyla konstrukce mostu projektována. Bylo navrženo několik řešení mj. ošetření obou mostů proti působení vody, snížení maximální hladiny nádrže nebo jejich kombinace. Vzhledem k vzrůstající potřebě pitné vody byla zavržena varianta nevyužití plné kapacity vodního díla, což by přineslo vysoké náklady na ošetření Borovského mostu, který měl být téměř celý zatopen. Tato varianta také přinášela riziko znečištění vodního zdroje pitné vody od vysokého počtu vozidel projíždějích po dálnici nacházející se pouze dva metry nad hladinou přehrady. Proto bylo rozhodnuto o přeložení trasy dálnice D1 o necelý kilometr více na jih.